# Jim Boatwright
Pour les articles homonymes, voir Boatwright.
Jim Boatwright, né le 10 décembre 1951, à Twin Falls, dans l'Idaho et décédé le 11 février 2013, à Ketchum, dans l'Idaho, est un ancien joueur et entraîneur américain naturalisé israélien de basket-ball. Il évolue durant sa carrière au poste d'ailier fort.

## Palmarès
- Coupe des clubs champions 1977, 1981
- Coupe intercontinentale 1980
- Coupe d'Israël 1975, 1977, 1978, 1979, 1980, 1981, 1982